# Mistrzostwa Świata w Piłce Nożnej 2018 (eliminacje strefy AFC)/Trzecia runda
W tej rundzie brało udział 12 zespołów (8 zwycięzców grup oraz 4 najlepsze zespoły z drugich miejsc) z poprzedniej rundy. Zostały one podzielone na dwie grupy. Każda z grup liczyła sześć zespołów.
Dwie najlepsze drużyny z grup wywalczą bezpośredni awans do finałów MŚ 2018, natomiast zespoły z trzecich miejsc awansują do rundy czwartej.
Losowanie grup odbyło się 12 kwietnia 2016.
| Koszyk 1                       | Koszyk 2                                 | Koszyk 3                                    | Koszyk 4                                           | Koszyk 5                    | Koszyk 6                          |
| ------------------------------ | ---------------------------------------- | ------------------------------------------- | -------------------------------------------------- | --------------------------- | --------------------------------- |
| 1. Iran (42) 2. Australia (50) | 1. Korea Południowa (56) 2. Japonia (57) | 1. Arabia Saudyjska (60) 2. Uzbekistan (66) | 1. Zjednoczone Emiraty Arabskie (68) 2. Chiny (81) | 1. Katar (83) 2. Irak (105) | 1. Syria (110) 2. Tajlandia (119) |

## Grupa 1
| Zespół               | Pkt | M  | W | R | P | Br+ | Br− | +/− |
| -------------------- | --- | -- | - | - | - | --- | --- | --- |
| Iran (K)             | 22  | 10 | 6 | 4 | 0 | 10  | 2   | +8  |
| Korea Południowa (K) | 15  | 10 | 4 | 3 | 3 | 11  | 10  | +1  |
| Syria                | 13  | 10 | 3 | 4 | 3 | 9   | 8   | +1  |
| Uzbekistan (X)       | 13  | 10 | 4 | 1 | 5 | 6   | 7   | -1  |
| Chiny (X)            | 12  | 10 | 3 | 3 | 4 | 8   | 10  | -2  |
| Katar (X)            | 7   | 10 | 2 | 1 | 7 | 8   | 15  | -7  |

|                  |     | Korea Południowa | Uzbekistan |     | Katar | Syria |
| ---------------- | --- | ---------------- | ---------- | --- | ----- | ----- |
| Iran             | X   | 1:0              | 2:0        | 1:0 | 2:0   | 2:2   |
| Korea Południowa | 0:0 | X                | 2:1        | 3:2 | 3:2   | 1:0   |
| Uzbekistan       | 0:1 | 0:0              | X          | 2:0 | 1:0   | 1:0   |
| Chiny            | 0:0 | 1:0              | 1:0        | X   | 0:0   | 0:1   |
| Katar            | 0:1 | 3:2              | 0:1        | 1:2 | X     | 1:0   |
| Syria            | 0:0 | 0:0              | 1:0        | 2:2 | 3:1   | X     |

### Mecze
1 kolejka 
| 1 września 2016 18:30 CEST | Iran · Ghuczanneżad 90+4' · Dżahanbachsz 90+6' | 2:0(0:0)Raport | Katar | Stadion Azadi, Teheran Widzów: 78 029 Sędzia: Hettikamkanamge Perera |
|                            |                                                |                |       |                                                                      |

| 1 września 2016 13:00 CEST | Korea Południowa · Zheng Zhi 21' (sam.) · Lee Chung-yong 63' · Koo Ja-cheol 66' | 3:2(1:0)Raport | Chiny · 74' Yu Hai · 77' Hao Junmin | Seul World Cup Stadium, Seul Widzów: 51 238 Sędzia: Mohammed Abdulla Hassan Mohamed |
|                            |                                                                                 |                |                                     |                                                                                     |

| 1 września 2016 17:00 CEST | Uzbekistan · Geynrix 73' | 1:0(0:0)Raport | Syria | Stadion Bunyodkor, Taszkent Widzów: 29 100 Sędzia: Ryuji Sato |
|                            |                          |                |       |                                                               |

 2 kolejka 
| 6 września 2016 18:00 CEST | Katar | 0:1(0:0)Raport | Uzbekistan · 86' Krimets | Jassim Bin Hamad Stadium, Doha Widzów: 7 898 Sędzia: Ali Abdulnabi |
|                            |       |                |                          |                                                                    |

| 6 września 2016 14:00 CEST | Syria | 0:0(0:0)Raport | Korea Południowa | Tuanku Abdul Rahman Stadium, Seremban (Malezja) Widzów: 4 350 Sędzia: Chris Beath |
|                            |       |                |                  |                                                                                   |

| 6 września 2016 13:35 CEST | Chiny | 0:0(0:0)Raport | Iran | Stadion Olimpijski, Shenyang Widzów: 35 776 Sędzia: Adham Makhadmeh |
|                            |       |                |      |                                                                     |

 3 kolejka 
| 6 października 2016 15:00 CEST | Uzbekistan | 0:1(0:1)Raport | Iran · 27' Hosejni | Stadion Bunyodkor, Taszkent Widzów: 34 000 Sędzia: Ben Williams |
|                                |            |                |                    |                                                                 |

| 6 października 2016 13:35 CEST | Chiny | 0:1(0:0)Raport | Syria · 54' Al-Mawas | Shaanxi Province Stadium, Xi’an Widzów: 37 368 Sędzia: Muhammad Taqi |
|                                |       |                |                      |                                                                      |

| 6 października 2016 13:00 CEST | Korea Południowa · Ki Sung-yong 11' · Ji Dong-won 56' · Son Heung-min 58' | 3:2(1:2)Raport | Katar · 16' (k) Al-Haidos · 45' Soria | Suwon World Cup Stadium, Suwon Widzów: 32 550 Sędzia: Mohd Amirul Izwan Yaacob |
|                                |                                                                           |                |                                       |                                                                                |

 4 kolejka 
| 11 października 2016 18:00 CEST | Katar · Al-Haidos 37' (k) | 1:0(1:0)Raport | Syria | Jassim Bin Hamad Stadium, Doha Widzów: 9 940 Sędzia: Ahmed Al-Kaf |
|                                 |                           |                |       |                                                                   |

| 11 października 2016 15:00 CEST | Uzbekistan · Bikmayev 50' · Shukurov 86' | 2:0(0:0)Raport | Chiny | Stadion Bunyodkor, Taszkent Widzów: 21 503 Sędzia: Hettikamkanamge Perera |
|                                 |                                          |                |       |                                                                           |

| 11 października 2016 16:45 CEST | Iran · Azmun 25' | 1:0(1:0)Raport | Korea Południowa | Stadion Azadi, Teheran Widzów: 75 800 Sędzia: Ryuji Sato |
|                                 |                  |                |                  |                                                          |

 5 kolejka 
| 15 listopada 2016 12:35 CET | Chiny | 0:0(0:0)Raport | Katar | Tuodong Stadium, Kunming Widzów: 32 763 Sędzia: Mohanad Sarray |
|                             |       |                |       |                                                                |

| 15 listopada 2016 13:00 CET | Syria | 0:0(0:0)Raport | Iran | Tuanku Abdul Rahman Stadium, Seremban (Malezja) Widzów: 4 560 Sędzia: Ali Sabah |
|                             |       |                |      |                                                                                 |

| 15 listopada 2016 12:00 CET | Korea Południowa · Nam Tae-hee 67' · Koo Ja-cheol 86' | 2:1(0:1)Raport | Uzbekistan · 25' Bikmayev | Seul World Cup Stadium, Seul Widzów: 30 526 Sędzia: Fahad Al-Mirdasi |
|                             |                                                       |                |                           |                                                                      |

 6 kolejka 
| 23 marca 2017 17:00 CET | Katar | 0:1(0:0)Raport | Iran · 52' Taremi | Jassim Bin Hamad Stadium, Doha Widzów: 10 237 Sędzia: Liu Kwok Man |
|                         |       |                |                   |                                                                    |

| 23 marca 2017 12:35 CET | Chiny · Yu Dabao 35' | 1:0(1:0)Raport | Korea Południowa | Helong Stadium, Changsha Widzów: 30 950 Sędzia: Peter Green |
|                         |                      |                |                  |                                                             |

| 23 marca 2017 13:00 CET | Syria · Kharbin 90+1' (k) | 1:0(0:0)Raport | Uzbekistan | Stadion Hang Jebat, Malakka (Malezja) Widzów: 350 Sędzia: Mohammed Abdulla Hassan |
|                         |                           |                |            |                                                                                   |

 7 kolejka 
| 28 marca 2017 15:00 CEST | Uzbekistan · Ahmedov 65' | 1:0(0:0)Raport | Katar | Stadion Bunyodkor, Taszkent Widzów: 19 000 Sędzia: Mohanad Sarray |
|                          |                          |                |       |                                                                   |

| 28 marca 2017 13:00 CEST | Korea Południowa · Hong Jeong-ho 4' | 1:0(1:0)Raport | Syria | Seul World Cup Stadium, Seul Widzów: 30 352 Sędzia: Adham Makhadmeh |
|                          |                                     |                |       |                                                                     |

| 28 marca 2017 15:00 CEST | Iran · Taremi 46' | 1:0(0:0)Raport | Chiny | Stadion Azadi, Teheran Widzów: 78 115 Sędzia: Muhammad Taqi |
|                          |                   |                |       |                                                             |

 8 kolejka 
| 12 czerwca 2017 18:45 CEST | Iran · Azmun 23' · Taremi 88' | 2:0(1:0)Raport | Uzbekistan | Stadion Azadi, Teheran Widzów: 59 730 Sędzia: Ahmed Al-Kaf |
|                            |                               |                |            |                                                            |

| 13 czerwca 2017 15:45 CEST | Syria · Al-Mawas 12' (k) · Salih 90+3' | 2:2(1:0)Raport | Chiny · 68' (k.) Gao Lin · 75' Wu Xi | Stadion Hang Jebat, Malakka (Malezja) Widzów: 4 737 Sędzia: Ammar Al-Jeneibi |
|                            |                                        |                |                                      |                                                                              |

| 13 czerwca 2017 21:00 CEST | Katar · Al-Haidos 25', 74' · Afif 51' | 3:2(1:0)Raport | Korea Południowa · 62' Ki Sung-yueng · 70' Hwang Hee-chan | Jassim Bin Hamad Stadium, Doha Widzów: 5 373 Sędzia: Hettikamkanamge Perera |
|                            |                                       |                |                                                           |                                                                             |

 9 kolejka 
| 31 sierpnia 2017 14:00 CEST | Syria · Kharbin 7', 53' · Al-Mawas 90+4' | 3:1(1:1)Raport | Katar · 35' Assadalla | Stadion Hang Jebat, Malakka (Malezja) Widzów: 300 Sędzia: Ali Sabah |
|                             |                                          |                |                       |                                                                     |

| 31 sierpnia 2017 14:00 CEST | Chiny · Gao Lin 85' (k) | 1:0(0:0)Raport | Uzbekistan | Wuhan Sports Center Stadium, Wuhan Widzów: 51 666 Sędzia: Hettikamkanamge Perera |
|                             |                         |                |            |                                                                                  |

| 31 sierpnia 2017 14:00 CEST | Korea Południowa | 0:0(0:0)Raport | Iran | Seul World Cup Stadium, Seul Widzów: 63 124 Sędzia: Peter Green |
|                             |                  |                |      |                                                                 |

 10 kolejka 
| 5 września 2017 17:00 CEST | Katar · Afif 47' | 1:2(0:0)Raport | Chiny · 74' Xiao Zhi · 83' Wu Lei | Stadion Międzynarodowy Chalifa, Doha Sędzia: Ahmed Al-Kaf |
|                            |                  |                |                                   |                                                           |

| 5 września 2017 17:00 CEST | Iran · Azmoun 45', 64' | 2:2(1:1)Raport | Syria · 13' Haj Mohamad · 90+3' Al Somah | Stadion Azadi, Teheran Sędzia: Ryuji Sato |
|                            |                        |                |                                          |                                           |

| 5 września 2017 17:00 CEST | Uzbekistan | 0:0(0:0)Raport | Korea Południowa | Stadion Bunyodkor, Taszkent Sędzia: Muhammad Taqi |
|                            |            |                |                  |                                                   |

## Grupa 2
| Zespół                           | Pkt | M  | W | R | P | Br+ | Br− | +/− |
| -------------------------------- | --- | -- | - | - | - | --- | --- | --- |
| Japonia (K)                      | 20  | 10 | 6 | 2 | 2 | 17  | 7   | +10 |
| Arabia Saudyjska (K)             | 19  | 10 | 6 | 1 | 3 | 17  | 10  | +7  |
| Australia                        | 19  | 10 | 5 | 4 | 1 | 16  | 11  | +5  |
| Zjednoczone Emiraty Arabskie (X) | 13  | 10 | 4 | 1 | 5 | 10  | 13  | -3  |
| Irak (X)                         | 11  | 10 | 3 | 2 | 5 | 11  | 12  | -1  |
| Tajlandia (X)                    | 2   | 10 | 0 | 2 | 8 | 6   | 24  | -18 |

|                              | Australia | Japonia | Arabia Saudyjska | Zjednoczone Emiraty Arabskie | Irak | Tajlandia |
| ---------------------------- | --------- | ------- | ---------------- | ---------------------------- | ---- | --------- |
| Australia                    | X         | 1:1     | 3:2              | 2:0                          | 2:0  | 2:1       |
| Japonia                      | 2:0       | X       | 2:1              | 1:2                          | 2:1  | 4:0       |
| Arabia Saudyjska             | 2:2       | 1:0     | X                | 3:0                          | 1:0  | 1:0       |
| Zjednoczone Emiraty Arabskie | 0:1       | 0:2     | 2:1              | X                            | 2:0  | 3:1       |
| Irak                         | 1:1       | 1:1     | 1:2              | 1:0                          | X    | 4:0       |
| Tajlandia                    | 2:2       | 0:2     | 0:3              | 1:1                          | 1:2  | X         |

### Mecze
1 kolejka 
| 1 września 2016 12:30 CEST | Australia · Luongo 58' · Jurić 64' | 2:0(0:0)Raport | Irak | Perth Oval, Perth Widzów: 18 923 Sędzia: Alireza Faghani |
|                            |                                    |                |      |                                                          |

| 1 września 2016 12:35 CEST | Japonia · Honda 11' | 1:2(1:1)Raport | Zjednoczone Emiraty Arabskie · 20', 54' (k) Khalil | Stadion Saitama, Saitama Widzów: 58 895 Sędzia: Abdulrahman Al-Jassim |
|                            |                     |                |                                                    |                                                                       |

| 1 września 2016 19:30 CEST | Arabia Saudyjska · Al-Abed 84' (k) | 1:0(0:0)Raport | Tajlandia | Stadion Króla Fahda, Rijad Widzów: 40 983 Sędzia: Fu Ming |
|                            |                                    |                |           |                                                           |

 2 kolejka 
| 6 września 2016 13:00 CEST | Irak · Abdul-Raheem 18' | 1:2(1:0)Raport | Arabia Saudyjska · 81' (k), 88' (k) Al-Abed | Stadion Shah Alam, Shah Alam (Malezja) Widzów: 3 400 Sędzia: Khamis Al-Marri |
|                            |                         |                |                                             |                                                                              |

| 6 września 2016 14:15 CEST | Tajlandia | 0:2(0:1)Raport | Japonia · 19' Haraguchi · 75' Asano | Stadion Rajamangala, Bangkok Widzów: 44 500 Sędzia: Mohsen Torky |
|                            |           |                |                                     |                                                                  |

| 6 września 2016 17:30 CEST | Zjednoczone Emiraty Arabskie | 0:1(0:0)Raport | Australia · 75' Cahill | Malab Muhammad ibn Zajid, Abu Dhabi Widzów: 40 893 Sędzia: Mohd Amirul Izwan Yaacob |
|                            |                              |                |                        |                                                                                     |

 3 kolejka 
| 6 października 2016 19:45 CEST | Arabia Saudyjska · Al-Jassim 5' · Al-Shamrani 79' | 2:2(1:1)Raport | Australia · 45' Sainsbury · 71' Jurić | King Abdullah Sports City, Dżudda Widzów: 51 616 Sędzia: Ravshan Irmatov |
|                                |                                                   |                |                                       |                                                                          |

| 6 października 2016 18:00 CEST | Zjednoczone Emiraty Arabskie · Mabkhout 15', 47' · Khalil 90+3' | 3:1(1:0)Raport | Tajlandia · 65' Chanabut | Malab Muhammad ibn Zajid, Abu Dhabi Widzów: 18 242 Sędzia: Liu Kwok Man |
|                                |                                                                 |                |                          |                                                                         |

| 6 października 2016 12:35 CEST | Japonia · Haraguchi 26' · Yamaguchi 90+5' | 2:1(1:0)Raport | Irak · 60' Abdul-Amir | Stadion Saitama, Saitama Widzów: 57 768 Sędzia: Kim Dong-jin |
|                                |                                           |                |                       |                                                              |

 4 kolejka 
| 11 października 2016 14:30 CEST | Irak · Abdul-Raheem 7', 24', 87', 90+4' | 4:0(2:0)Raport | Tajlandia | PAS Stadium, Teheran (Iran) Widzów: 2 255 Sędzia: Ma Ning |
|                                 |                                         |                |           |                                                           |

| 11 października 2016 19:45 CEST | Arabia Saudyjska · Al-Muwallad 73' · Al-Abed 78' · Al-Shehri 90+2' | 3:0(0:0)Raport | Zjednoczone Emiraty Arabskie | King Abdullah Sports City, Dżudda Widzów: 60 102 Sędzia: Kim Jong-hyeok |
|                                 |                                                                    |                |                              |                                                                         |

| 11 października 2016 11:00 CEST | Australia · Jedinak 52' (k) | 1:1(0:1)Raport | Japonia · 5' Haraguchi | Stadion Docklands, Melbourne Widzów: 48 460 Sędzia: Nawaf Shukralla |
|                                 |                             |                |                        |                                                                     |

 5 kolejka 
| 15 listopada 2016 16:20 CET | Zjednoczone Emiraty Arabskie · Khalil 26' · Matar 90+3' | 2:0(1:0)Raport | Irak | Malab Muhammad ibn Zajid, Abu Dhabi Widzów: 14 583 Sędzia: Ilgiz Tantashev |
|                             |                                                         |                |      |                                                                            |

| 15 listopada 2016 13:00 CET | Tajlandia · Dangda 20', 57' (k) | 2:2(1:1)Raport | Australia · 9' (k), 65' (k) Jedinak | Stadion Rajamangala, Bangkok Widzów: 36 534 Sędzia: Fahad Al-Marri |
|                             |                                 |                |                                     |                                                                    |

| 15 listopada 2016 11:35 CET | Japonia · Kiyotake 45' (k) · Haraguchi 80' | 2:1(1:0)Raport | Arabia Saudyjska · 90' Om.Hawsawi | Stadion Saitama, Saitama Widzów: 58 420 Sędzia: Muhammad Taqi |
|                             |                                            |                |                                   |                                                               |

 6 kolejka 
| 23 marca 2017 14:00 CET | Irak · Yasin 76' | 1:1(0:1)Raport | Australia · 40' Leckie | PAS Stadium, Teheran (Iran) Widzów: 3270 Sędzia: Kim Jong-hyeok |
|                         |                  |                |                        |                                                                 |

| 23 marca 2017 16:30 CET | Zjednoczone Emiraty Arabskie | 0:2(0:1)Raport | Japonia · 14' Kubo · 52' Konno | Hazza Bin Zayed Stadium, Al-Ajn Widzów: 23 725 Sędzia: Ravshan Irmatov |
|                         |                              |                |                                |                                                                        |

| 23 marca 2017 13:00 CET | Tajlandia | 0:3(0:1)Raport | Arabia Saudyjska · 26' Al-Sahlawi · 84' (sam.) Kesarat · 90+2' Al-Moasher | Stadion Rajamangala, Bangkok Widzów: 41 613 Sędzia: Ali Abdulnabi |
|                         |           |                |                                                                           |                                                                   |

 7 kolejka 
| 28 marca 2017 19:30 CEST | Arabia Saudyjska · Al-Shehri 53' | 1:0(0:0)Raport | Irak | King Abdullah Sports City, Dżudda Widzów: 60 153 Sędzia: Valentin Kovalenko |
|                          |                                  |                |      |                                                                             |

| 28 marca 2017 12:35 CEST | Japonia · Kagawa 8' · Okazaki 19' · Kubo 57' · Yoshida 83' | 4:0(2:0)Raport | Tajlandia | Stadion Saitama, Saitama Widzów: 59 003 Sędzia: Kim Dong-jin |
|                          |                                                            |                |           |                                                              |

| 28 marca 2017 11:00 CEST | Australia · Irvine 7' · Leckie 78' | 2:0(1:0)Raport | Zjednoczone Emiraty Arabskie | Sydney Football Stadium, Sydney Widzów: 27 328 Sędzia: Ahmed Al-Kaf |
|                          |                                    |                |                              |                                                                     |

 8 kolejka 
| 8 czerwca 2017 12:00 CEST | Australia · Jurić 7', 36' · Rogić 64' | 3:2(2:2)Raport | Arabia Saudyjska · 23' Al-Dawsari · 45+2' Al-Sahlawi | Adelaide Oval, Adelaide Widzów: 29 785 Sędzia: Ravshan Ermatov |
|                           |                                       |                |                                                      |                                                                |

| 13 czerwca 2017 14:00 CEST | Tajlandia · Tossakrai 69' | 1:1(0:0)Raport | Zjednoczone Emiraty Arabskie · 90+3' Mabkhout | Stadion Rajamangala, Bangkok Widzów: 24 417 Sędzia: Muhammad Taqi |
|                            |                           |                |                                               |                                                                   |

| 13 czerwca 2017 14:25 CEST | Irak · Kamel 72' | 1:1(0:1)Raport | Japonia · 8' Ōsako | PAS Stadium, Teheran (Iran) Widzów: 983 Sędzia: Fu Ming |
|                            |                  |                |                    |                                                         |

 9 kolejka 
| 29 sierpnia 2017 18:30 CEST | Zjednoczone Emiraty Arabskie · Mabkhout 21' · Khalil 60' | 2:1(1:1)Raport | Arabia Saudyjska · Al-Abed 19' (k) | Hazza Bin Zayed Stadium, Al-Ajn Widzów: 10 221 Sędzia: Kim Jong-hyeok |
|                             |                                                          |                |                                    |                                                                       |

| 31 sierpnia 2017 14:00 CEST | Tajlandia · Ibrahim 63' (sam.) | 1:2(0:1)Raport | Irak · 34' Meram · 84' (k) Abdul-Amir | Stadion Rajamangala, Bangkok Widzów: 22 604 Sędzia: Nawaf Shukralla |
|                             |                                |                |                                       |                                                                     |

| 31 sierpnia 2017 12:35 CEST | Japonia · Asano 41' · Ideguchi 82' | 2:0(1:0)Raport | Australia | Stadion Saitama, Saitama Widzów: 59 492 Sędzia: Alireza Faghani |
|                             |                                    |                |           |                                                                 |

 10 kolejka 
| 5 września 2017 16:00 CEST | Irak · Hussein 29' | 1:0(1:0)Raport | Zjednoczone Emiraty Arabskie | Stadion Międzynarodowy, Amman (Jordania) Sędzia: Adham Makhadmeh |
|                            |                    |                |                              |                                                                  |

| 5 września 2017 12:00 CEST | Australia · Juric 69' · Leckie 86' | 2:1(0:0)Raport | Tajlandia · 82' Anan | Melbourne Rectangular Stadium, Melbourne Sędzia: Liu Kwok Man |
|                            |                                    |                |                      |                                                               |

| 5 września 2017 19:30 CEST | Arabia Saudyjska · Al-Muwallad 63' | 1:0(0:0)Raport | Japonia | King Abdullah Sports City, Dżudda Sędzia: Valentin Kovalenko |
|                            |                                    |                |         |                                                              |